# Ebba Cronholm
Ebba Cronholm, född den 14 juni 2005, är en svensk friidrottare som tävlar i medeldistanslöpning. Hon representerar klubben Ljungby FIK.
I juni 2025 sprang Cronholm 3 000 meter hinder på tiden  9.46,53 minuter. Tiden tog henne in på en tiondeplats bland bästa svenska damtider genom tiderna.